# Avril 1839

## Événements
- 4 avril, France : ouverture de la session parlementaire, dans une atmosphère houleuse.
- 6 avril : parution de La Chartreuse de Parme, de Stendhal.
- 9 avril : Henri de Castellane épouse Pauline de Talleyrand-Périgord, fille de la duchesse de Dino. La fâcheuse affaire « qui s'est révélée depuis » est relatée dans une lettre de Prosper Mérimée à la comtesse de Montijo, du 25 décembre 1847 (Correspondance de Prosper Mérimée, édition Parturier, t. V, p. 217). Henri de Castellane était mort le 16 octobre 1847. Elle a alors épousé le comte de Hatzfeld, Prussien, puis le duc de Valençay. Le fils a mal tourné. (Note de Rémusat) - Pauline de Castellane est morte en 1890.
- 19 avril : la Belgique et les Pays-Bas signent le traité des XXIV articles à Londres. La Belgique doit rendre aux Pays-Bas la partie orientale du Limbourg et la partie germanophone du Luxembourg, mais conserve l'arrondissement d'Arlon (l'Arelerland).
- 21 avril : le sultan ottoman Mahmoud II déclare le pacha Mohamed-Ali traître à l’Empire. Il ordonne la reprise des opérations en Syrie contre l'Égypte.
- 27 avril : Mgr Affre évêque de Strasbourg in partibus. Il est coadjuteur depuis le 9 décembre 1839 de Mgr Lepape de Trévern.

## Naissances
- 1er mai : Hilaire de Chardonnet (mort en 1924), ingénieur, scientifique et industriel français.
- 22 avril : August Wilhelm Eichler, botaniste allemand († 1887).

## Décès
- 1er avril : Jerónimo José Candido, matador espagnol (° 8 janvier 1770).
- 8 avril : Michel Lefrançois de Lalande (né en 1766), astronome français.
- 11 avril : Charles-Louis Huguet de Sémonville, homme politique et diplomate français.